# Heinz Stücke

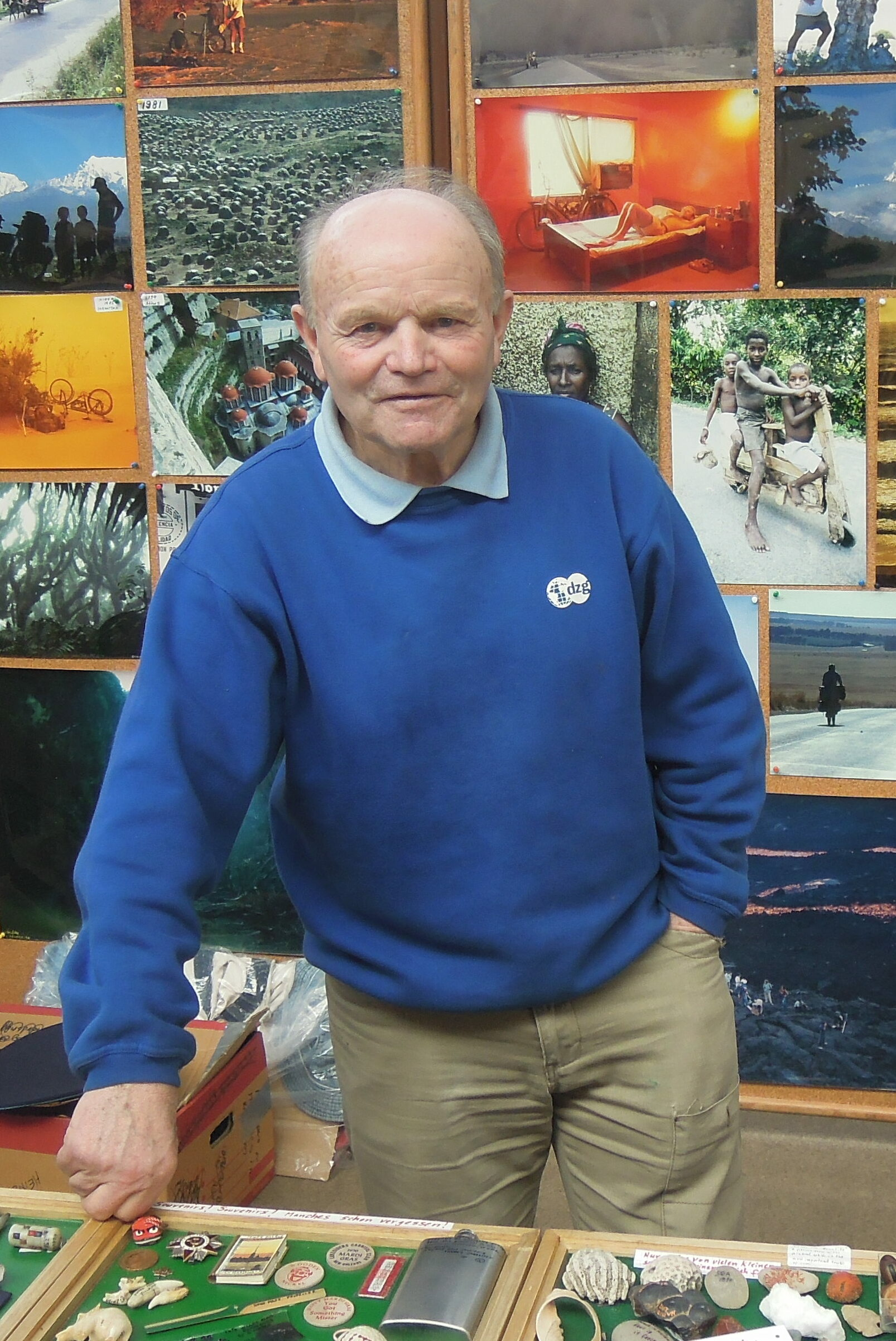
Heinz Stücke (2015)

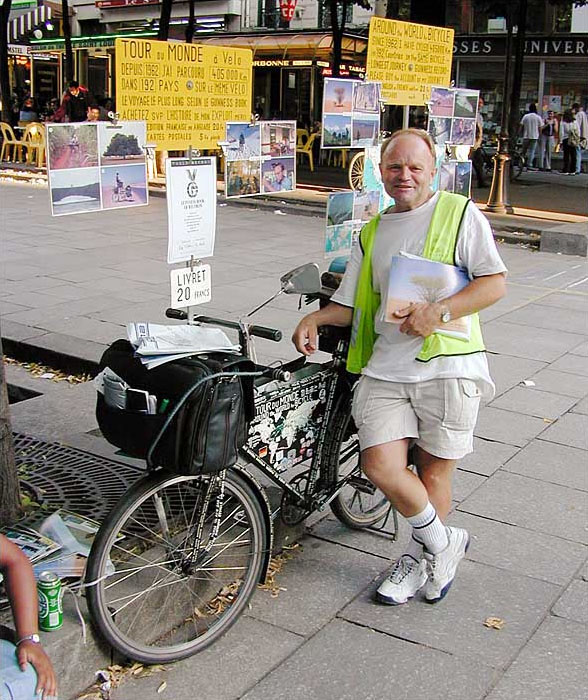
Heinz Stücke (1999)

Heinz Stücke (* 11. Januar 1940) ist ein deutscher Radfahrer und Globetrotter, der nach eigenen Angaben seit August 1962 – ausgehend von seiner ostwestfälischen Heimatgemeinde Hövelhof – alle Teile der Welt (196 Länder) mit einem Dreigang-Fahrrad bereist hat. Eine Zeitlang hielt er den Weltrekord des Radfahrers mit der längsten geradelten Strecke.

## Leben
Stücke ist gelernter Werkzeugmacher und finanzierte seine Reisen durch den Verkauf von Broschüren mit Informationen über seine Reisen sowie durch Vorträge in den größeren Städten, die er besuchte.
Nach eigenen Angaben fuhr Heinz Stücke bis August 2005, also in 43 Jahren, mehr als 530.000 km mit demselben Fahrrad. Im Laufe der Jahre wurde es ihm fünfmal gestohlen, jedes Mal bekam er es nach kurzer Zeit zurück. Der letzte Diebstahl fand am 8. Mai 2006 in Portsmouth statt, bereits am nächsten Tag wurde das Rad wiedergefunden.
Bis 2014 hatte es Stücke auf 648.000 Kilometer gebracht. In diesem Jahr beendete er seine Reise und zog in seine Heimatgemeinde Hövelhof in eine kleine, von der Gemeinde gestellte Wohnung, wo er 2020 seinen 80. Geburtstag feierte. Das dort geplante Museum zur Erinnerung an seine Fahrten konnte bislang nicht realisiert werden.

## Buch und Film
Der niederländische Reiseautor Eric van den Berg veröffentlichte 2015 die Biografie Home Is Elsewhere: 50 Years Around the World by Bike. Das Buch enthält zahlreiche Fotografien, die Heinz Stücke während seiner Reise aufgenommen hat. Es wurde auch auf Esperanto übersetzt.
Der spanische Filmemacher Albert Albacete produzierte 2020 einen Dokumentarfilm über Heinz Stücke mit dem Titel The man who wanted to see it all. Die Finanzierung erfolgte unter anderem über die Internetplattform Kickstarter. Der Film erschien 2021.